# گرگور آربت
گرگور آربت (استونیایی: Gregor Arbet؛ زادهٔ ۱۹ ژوئن ۱۹۸۳) بازیکن بسکتبال اهل استونی است.
از باشگاه‌هایی که در آن بازی کرده‌است می‌توان به باشگاه بسکتبال کالو اشاره کرد.